# Shuichi Yoshida (handball)
Cet article concerne le handballeur. Pour l'écrivain, voir Shūichi Yoshida. Pour les homonymes, voir Yoshida.
Shuichi Yoshida (吉田 修一, Yoshida Shūichi), né le 26 mars 2001 à Wakayama, est un joueur de handball international japonais évoluant au poste de pivot. En club, il évolue depuis 2024 au HBC Nantes.

## Biographie
À 19 ans, le natif de Wakayama quitte son Japon natal pour l'Europe et le club polonais Unia Tarnów (en). En trois saison, il dispute notamment une saison d'Ligue européenne (C3) puis signe en 2023 pour le Dunkerque Handball Grand Littoral. Il découvre ainsi le championnat français et est recruté en mars 2024 par le HBC Nantes pour y évoluer à compter de la saison suivante.
International japonais, il a notamment participé en 2021 au Championnat du monde 2021 puis aux Jeux olympiques en 2021. En 2024, il a été élu meilleur pivot du Championnat d'Asie 2024 où le Japon a terminé deuxième et validé son ticket pour les JO de Paris. Yoshida participe à nouveau à ces Jeux olympiques mais le Japon termine à nouveau à la 11e place.

## Palmarès

### En club
- Vainqueur du Trophée des champions (1) : 2024

### En équipe nationale
- 19e place au Championnat du monde 2021
- 11e place aux Jeux olympiques en 2021
- médaille d'argent au Championnat d'Asie 2024
- 11e place aux Jeux olympiques 2024

### Distinctions individuelles
- élu meilleur pivot du Championnat d'Asie 2024[3][réf. à confirmer]